# おかあさんといっしょのコンサート一覧
『おかあさんといっしょのコンサート一覧』（おかあさんといっしょのコンサートいちらん）は、NHKの子供番組「おかあさんといっしょ」のコンサートに関する内容を本稿で記載する。

## 概要
1985年8月にNHKホールにて、おかあさんといっしょファミリーステージ「みんなあんぜん・たすけあい」が実施され、その翌年には日本武道館で「じゃんけん島漂流記」と題した大規模なステージが行われた。
1987年以降、毎年春と秋（87年度・88年度は秋のみ）にNHKホールでファミリーコンサートが定期的に行われるようになった。以来、全国各地でファミリーコンサートが行われ、98年度までは地方収録の放送時に放送したり、長期休暇時期の「おかあさんといっしょ○○のこどもスタジオ【○○はひらがなで季節が入る。】（90年代までの特別編成時の番組タイトル）」にて放送されていた。1999年からは、それまでの地方収録に置き換える形で行われ、2001年以降、毎年12月には、NHK大阪ホールでも定期的に行われている。NHKホールでのコンサートの模様は、毎年5月中 - 6月初旬ごろと11月下旬 - 12月下旬ごろの16:00 - 17:00に別枠 で1時間のダイジェスト版 が放送され、年末年始などに別枠で再放送されることがある。また、DVD（2001年春から）・ビデオ（2006年春まで）・CD・ライブカセット（2003年秋まで）もポニーキャニオンから発売される。ビデオなどでは、同じコンサートでも2本になったりすることもあった。全国版は、コンサートの2週間後の土曜日にダイジェスト版で放送される他、ミニミュージカル部分を年度末の春特集で放送するケースが多い。全国版は1999年度のみ、通常の土曜日に放送されている人形劇やアニメーションといった各種別撮りのコーナーを一部内包していたが、2000年度からは全編コンサートの収録映像のみで構成されている。さいたまスーパーアリーナのイベントは9月ごろか年度末に別枠で放送される。また、2013年度から2016年度のスペシャルステージでは、全国の映画館でライブビューイングを実施した。
ファミリーコンサートにおいては、1992年度分までは、特に決まったタイトルロゴは無く、年度によってタイトルロゴが異なっていたが、1993年度秋公演からはファミリーコンサート仕様にした独自のタイトルロゴが用いられるようになった。なお、1995年度までの秋コンサート放送時のロゴは、ファミリーコンサートの『ン』の字の点が葉っぱになっていた。ポニーキャニオンから発売されるビデオ等のパッケージには1997年春公演のものより使用している。その後、2008年度 - 2009年度は、NHKホール公演のテレビ放送時のみ独自のタイトルロゴを使用（通常の番組ロゴの横に太陽が付いているもの）。2010年度からは、1993年からのロゴをアレンジしたものがNHKホール公演放送時に使用され、2012年度からは全国版もこちらに統一された。
1992年5月開催（放送は同年5月5日）のコンサート『みんなともだち』では、フジテレビの子供番組『ひらけ!ポンキッキ』のガチャピンとムックがゲスト出演し、『にこにこぷん』のじゃじゃまる、ぴっころ、ぽろりとの共演が実現したことがある。当時試験放送されていたMUSE方式のハイビジョン で生中継(試験放送では収録後時差放送)されていたため、地上波では16:9のレターボックスサイズでの放送となったが、のちに『お願い!編集長』のリクエストで2016年1月24日にデジタルリマスターとしてハイビジョンで再放送された。
1985年のファミリーステージ開始当初は無料で開催されていたが、後に抽選方式のチケット販売に移行し、当初はハガキで応募して購入権を抽選で得る形だった。しかし、当初の申し込み方法であったハガキでの抽選方式は複数枚の応募が可能なため、チケットの入手は非常に困難で、それに付け込んだダフ行為（インターネットのオークション転売を目的とした場合含む）も社会問題となっており、逮捕者も出ている。その対策として、2005年3月の公演からは今までの往復葉書きによる抽選予約応募から、チケットぴあまたは、ローソンチケットを利用した電話による抽選予約受付に変更された。 さらに2009年度からはハローダイヤルを利用した抽選販売に変更された。
しかし、従来のネットオークションに加えて転売サイトによる個人での不当な価格での転売が後を絶たない状況が続いている事から、2017年度からはNHKホール公演で、翌2018年度からは地方公演も含めた全公演で販売方式を再変更する事になり、『Ticket every!』でのweb申し込みによる抽選販売とデジタルチケットによる当日発券システムが導入された。これにより、購入できた券種によりおおよその座席エリアは事前に把握できるが、実際に座る座席は当日会場に入場するまで不明という形式になった。
コンサート当日前後、会場のある地域に台風などが上陸していた場合でも公演中止になるケースは基本的にない。しかし、2009年12月の大阪公演は当時現役だった横山だいすけと三谷たくみが当時流行していた新型インフルエンザに感染した影響で、史上初の公演中止となった。2012年3月の名取公演は東日本大震災の被害の影響により2度目の公演中止、さらには2020年2月・3月の豊田公演と3月の釧路公演、2020年度の全公演（例年8月のスペシャルステージ含む）は、新型コロナウイルス感染拡大防止と観客・出演者の健康や安全に配慮するため中止となった。なお、2008年12月の大阪公演については翌年に別日程で振替公演が行われ、2012年3月名取公演は代替企画として2012年春特集の「あつまれ!土曜日スペシャル」で訪れた後、2012年度の公演スケジュールにて改めて同一会場での公演が組み直され、当初の予定から半年遅れで実現した。しかし2020年2・3月の豊田公演と3月の釧路公演においては、代替スケジュールの確保が困難であること、さらに2020年のNHKホール春公演以降は同年4月の緊急事態宣言発令とその後の感染拡大により、開催の目処が立たない状況から年度内の予定公演が完全中止となり、情報が解禁され販売されたチケットは払い戻し対応となった。
上記例とは別に公演期間途中で予定されていた出演者の出演が見合わせられたケースが2例ある。2009年秋の「星空のメリーゴーラウンド 〜50周年記念コンサート〜 」では、ゲストの歴代うたのおねえさんとして出演していたつのだりょうこが公演1日目終了後にインフルエンザに罹患した為残りの公演を休演する事となった。また、2023年春の「しれば・・・トモダチ?ぴょんぴょんびょ〜ん!」では、たいそうのおにいさんの佐久本和夢が初日の1公演目で足を負傷し、同日2公演目以降最終日まで休演する事となり、脚本を一部変更した上で、残りのレギュラー出演者および同公演のゲストである前任のたいそうのおにいさんである福尾誠で残り期間の公演を継続した。なお、後者の事例ではテレビ・ソフト（CD・DVD・Blu-ray）用の収録が初日の1回目公演で行われていた為、本来の脚本で佐久本が出演したものが放送･販売された。
1993年春以降はおにいさんやおねえさんが交代した場合、先代のおにいさん・おねえさんがゲスト出演するのが慣例となっており、特に坂田おさむ・神崎ゆう子から速水けんたろう・茂森あゆみに交代した1993年の場合は、秋コンサートでも新旧共演が実現している。さらに、『あさごはんだいすき』・『にこにこぷんがやってきた!』・『BSおかあさんといっしょ』・『あそびだいすき!』・『おとうさんといっしょ』といった派生番組の出演者も登場する事が多い。
通常放送に先立ってNHKホール発のコンサートは1991年秋公演からハイビジョン制作されており、当時のアナログハイビジョン試験放送においてハイビジョン画質で放送された。また、前記のとおり1992年春公演はアナログハイビジョン試験放送や地上波ともに16:9サイズでの放送となった。なお、地上デジタル放送開始以後の現在は地上波でハイビジョン放送が実施されている。ファミリーコンサート開演前及び終演後の会場では、番組で使用されている楽曲が流れる。また、一般のコンサートにおける注意事項アナウンス及び開演ブザーの代わりに、開演10分前に人形劇キャラクターによる注意事項の説明やお手洗いを促す内容の歌、開演時に同じく人形劇キャラクターによる開演を知らせる歌が流れ、開演という流れをとっている。
また、ワンワンわんだーらんど同様NHK厚生文化事業団と会場所在地のNHK地方局との共催で有料公開イベント兼チャリティー公演として開催されていて、入場料収入に加えその他拠出金を加えた収益金は乳児院・児童養護施設・母子生活支援施設向けの備品購入費や自然災害における被災地の母子家庭支援金の他、例年11月末から12月にかけてはNHK歳末たすけあい・NHK海外たすけあいコンサートとして開催している。
また、NHKホールが耐震工事実施のため2021年3月から2022年6月までの予定で長期休館となった際には、該当期間におけるNHKホールでの公演が実施できない事から、2021年5月公演は従来より時期をずらして別会場で実施し、2021年11月公演は時期を前後して新型コロナウイルス感染症の感染拡大傾向にあった事から、スケジュール発表がされる事なく未開催となった。工事期間終盤に当たる2022年5月公演は、例年であれば地方公演がスタートする7月まで時期を大幅に後ろ倒しした上で、工事完了後のNHKホールでの公演が予定されている。

## コンサートの内容

### NHKホール公演（5月・11月）
初期のファミリーコンサートは歌中心の内容（劇仕立ての内容が展開される公演もあったが、その場合も冒頭と後半に歌コーナーが設けられることが多く、現在のように約70分全編に渡って物語が展開するようなことは少なかった）だったが、2000年代より徐々にストーリー性の強い劇仕立て・ミュージカル風の内容が中心に変わってきている。
通常放送で終盤に行われている体操はコンサートでも終盤で披露されるケースが多いが、公演によっては必ずしも終盤とは言えない箇所で行われることもあり、2012年春公演のようにストーリー展開の関係で前半に体操が入ってきた例もある。エンディング曲もコンサートのラスト曲に配置されることが多く、その場合は曲ごとに専用のエピローグBGMが終演時に流れるケースが大半である。
1996年秋からは公演によって本格的にアンコール曲が導入されるようになった。アンコールは出演者全員で歌う場合と、うたのおにいさん・うたのおねえさんなど数名のみが登場し、比較的静かな曲を歌う場合などがある。
多くは番組で放送された曲が歌われるが、「チャオチャオまたね」や「バイ・バイ・バイ!」等、基本的にコンサートのみで歌われる曲も存在する。
また、NHKホールでのコンサートの場合は公演によってゲスト出演者が登場することもある。特に、30周年記念コンサート以降は10年置きに開催される周年祝いの記念コンサートに歴代のおにいさん・おねえさんが多数ゲスト出演している他、先述通りおにいさん・おねえさん交代直後の5月公演 では3月末で番組を卒業した先代おにいさん・おねえさんがゲスト出演するのが恒例となっている。
2020年度は新型コロナウイルス感染症拡大防止対策として地方公演を含めた全公演が中止となったことに伴って、NHKホールを使用した公演は2019年11月の「ふしぎな汽車でいこう〜60年記念コンサート〜」を最後に中断となり、更に2021年度から2022年6月にかけてNHKホールが改修工事の為休館となった事に伴い、2年以上に亘ってNHKホールでの公演が休止される形となった。2021年度からの工事期間は地方公演に加え、東京公演もNHKホール以外の会場を使用しての公演が実施される事になり、地方公演を含めて1年半ぶりのファミリーコンサートとなった2021年5月公演は、実際にNHKホールが休館中に実施された東京公演として、東京都府中市の府中の森芸術劇場を使用。観客動員数の制限・公演時間の短縮等の新型コロナウイルス感染防止対策をとった上で、従来のゴールデンウィーク期間から時期をずらしての開催となった。しかし、2021年11月分の公演は新型コロナウイルスの影響などで実施が困難だったことから、公演スケジュールの発表自体が行われず未開催となり、工事期間中のNHKホール以外での東京公演は2021年5月公演のみとなった。
2022年度は、本来なら工事による休館期間終盤にあたる2022年5月には例年のゴールデンウィーク期間、及び2021年度に府中市で開催した5月下旬のいずれの期間にも公演を行わず、同年7月公演としてNHKホールの工事完了直後まで時期を大幅にずらし、前年度に引き続き公演時間を短縮した上で2年8か月ぶりにNHKホールを使用しての公演を行った。公演時間の短縮は地方公演を含めて2022年度いっぱいは継続され、2023年度から再び従来の公演時間に戻った。

### 地方公演（7月・9月 - 3月）
上記のNHKホール公演の他に、7月と9月〜3月にかけては日本全国各地でファミリーコンサートが開催される。
開催地は原則として毎年変わり、北海道・東北・北陸・東海・近畿（大阪を除く）・中国・四国・九州（沖縄含む）の各地で1か所ずつ、関東地方は北関東と南関東で1か所ずつ、これに加えて12月のクリスマス前後の週末3日間NHK大阪ホールで開催される大阪公演を合わせた11か所を1年かけて巡回する。かつては終了時の制作・著作クレジットに開催地地元局（例:広島公演時「終/制作・著作 NHK広島」〈関東地方を除く〉）が表示されていたが、現在はノンクレジット扱いとなっている。
NHKホール公演が公演毎に脚本が書き下ろされるのに対して、地方公演の場合は基本的に内容が統一されており、歌われる曲目が変わったり、ミニミュージカルや前半のトークでご当地要素が組み込まれる他は、基本的に全国同じ内容である。
公演内容としては2018年度の場合、前半に歌コーナー（定番曲、インタビュー系統の曲中心）と『パント!』、「ガラピコぷ〜」のキャラクターによるクイズコーナーが行われ、中盤のミニミュージカルの後、遊び歌コーナー（たいそうのおにいさん・おねえさんのみの登場で、音源は事前収録のものを使用）、歌コーナー（人形劇の挿入歌、今月の歌などが中心）、体操、エンディングの順となっている。基本的にアンコールはないが、クリスマス前後に開催される大阪公演では、放送が翌年の1月になる為本編中では歌わなかったクリスマスソングがアンコールに歌われる（春特集で未公開映像が放送される際は、この模様も放送される事がある）。また、卒業するおにいさん・おねえさんがいる年度の3月最終公演では、卒業挨拶を兼ねてアンコールが行われる（こちらはテレビ未放送となるが、2016年3月に番組を卒業した三谷たくみ以降の出演者においては、当該出演者のメモリアルDVDの特典映像として収録されている）。
公演内容は、各公演から数週間後の土曜日に通常枠でダイジェスト版が放送され、ミニミュージカルは年度末に関東地方で公演されたものがノーカット版で放送される。ミニミュージカルに関しては、2012年度公演以降は翌年度のスペシャルステージのDVD・Blu-ray Discに特典映像として収録される。それ以前の公演は原則として市販ソフト化されていないが、例外として2004年度公演のミニミュージカルのみ、当時『NHKのおかあさんといっしょ』などの講談社の幼児向け雑誌が共同で実施していた応募者限定販売ビデオの形で販売された事がある。
新型コロナウイルス感染拡大防止のため全公演が中止になった2020年度は、ダイジェスト版の代替企画として10月から月1回「スタジオライブ」が放送された。

### スペシャルステージ（2月・3月→8月・9月）
NHKホールで行われるファミリーコンサートとは別に、さいたまスーパーアリーナや大阪城ホールといった大規模な会場で公演が行われる場合がある。こちらでは、1階席には座席の代わりにシートが敷いてあり、子供たちがのびのびと体を動かしながら楽しむことが出来るのが特徴。源流となるイベントは、1999年3月に教育テレビ及び番組の40周年を記念して北九州メディアドームと幕張メッセの2会場で『おかあさんといっしょとゆかいななかま わくわく大行進』と題したステージが開催されたのが最初である。この時は後年のスペシャルステージとは異なり、1階席にも通常のファミリーコンサート同様に座席が設けられ、前述のように所謂周年記念イベントの位置付けだったため、この時点では翌年度以降には引き継がれず単発での開催に終わった。その後、2005年3月に当時のたいそうのおにいさんで、『デ・ポン!』のおねえさんのタリキヨコと共に2004年度末で番組を卒業する事が決まっていた佐藤弘道の名前を冠した『弘道おにいさんとあそぼ 夢のビッグパレード ぐ〜チョコランタンとゆかいな仲間たち』が開催され、この時に1階席の座席を撤廃してシート敷き方式とするなどの現行のスタイルが確立する。これ以降、当初はさいたまスーパーアリーナでの年度末のイベントとして、2008年度を除いて開催されていたが、2012年に行われた『みんないっしょに! ファン ファン スマイル』を皮切りにさいたま・大阪の2会場で8月下旬及び9月初旬の時期に開催される事となった。
同イベントには『いないいないばあっ!』や『パッコロリン』など他の教育テレビの出演者・キャラクターがゲスト出演するケースもあり、2013年の『みんないっしょに!空までとどけ!みんなの想い!』以降は、派生番組『おとうさんといっしょ』と合同で開催されている。
ファミリーコンサートと同様に、2020年度は新型コロナウイルス感染症拡大防止対策により中止となった。翌年の2021年度にはワンワンや横山だいすけをゲストに招いて新型コロナウイルス感染防止対策をとった上で2年ぶりの実施が予定されていたが、出演者とスタッフに感染者が出たことに伴い、2年連続で中止となった。なお、『スペシャルステージ2021』に関しては代替企画として、同公演に出演予定だった出演者のうち「おかあさんといっしょ」と「おとうさんといっしょ」のレギュラー出演者、及びゲスト出演予定だったワンワンが参加する形でスタジオライブ形式のコンサート『おかあさんといっしょ みんなとつくるコンサート！ ワンワンもおとうさんもいっしょ！』が放送された。
2022年度はおとうさんといっしょのメンバーとガラピコぷ〜の仲間たちをゲストに招いて3年ぶりに開催された。しかし当時体操のお兄さんだった福尾誠は喉の調子が悪く、声を一切出さない形で出演した。そのため体操『すわってからだダンダン』の掛け声は全て体操のお姉さんの秋元杏月が担当した。

## コンサート一覧
| 公演   | タイトル                                                | 出演者（一部を除く） |
| ------ | ------------------------------------------------------- | --- |
| 1987年 | 宇宙人ピポラと四季マシーン                              | 坂田おさむ、神崎ゆう子、天野勝弘、馮智英、古今亭志ん輔 じゃじゃまる、ぴっころ、ぽろり |
| 1988年 | にこにこぷん じゃじゃまる印のイベント宅配便             | 坂田おさむ、神崎ゆう子、天野勝弘、馮智英、古今亭志ん輔 じゃじゃまる、ぴっころ、ぽろり |
| 1989年 | おかあさんといっしょ30年                                | 坂田おさむ、神崎ゆう子、天野勝弘、馮智英 じゃじゃまる、ぴっころ、ぽろり 眞理ヨシコ、中野慶子、竹前文子、砂川啓介 中川順子、片桐和子、瀬端優美子、斉藤昌子 森晴美、田中星児、斉藤伸子、松熊由紀 奈々瀬ひとみ、水木一郎、たいらいさお、宮内良 しゅうさえこ、かしわ哲、林アキラ ブンブン、つねきち、ごじゃえもん |
| 1989年 | キャラクター・オン・ステージ                            | 坂田おさむ、神崎ゆう子、天野勝弘、馮智英 じゃじゃまる、ぴっころ、ぽろり ゴロンタ、トムトム、チャムチャム ブンブン、つねきち、ごじゃえもん |
| 1990年 | 母と子のファミリーコンサート                            | 神崎ゆう子、坂田おさむ、馮智英、天野勝弘 じゃじゃまる、ぴっころ、ぽろり 斉藤昌子、奈々瀬ひとみ、クニ河内、坂田めぐみ |
| 1990年 | げんき♥元気                                             | 坂田おさむ、神崎ゆう子、天野勝弘、馮智英、古今亭志ん輔 じゃじゃまる、ぴっころ、ぽろり 林アキラ、森みゆき ゴロンタ、トムトム、チャムチャム ブンブン、つねきち、ごじゃえもん ブー、フー、ウー |
| 1991年 | みどりっていいね                                        | 坂田おさむ、神崎ゆう子、天野勝弘、馮智英、古今亭志ん輔 じゃじゃまる、ぴっころ、ぽろり |
| 1991年 | うたいっぱいコンサート 『アイアイ〜モーモーフラダンス』 | 坂田おさむ、神崎ゆう子、馮智英、天野勝弘 じゃじゃまる、ぴっころ、ぽろり |
| 1992年 | みんなともだち                                          | 坂田おさむ、神崎ゆう子、天野勝弘、馮智英、古今亭志ん輔 じゃじゃまる、ぴっころ、ぽろり へびくん、ぶたくん、ガチャピン、ムック |
| 1992年 | ようこそどーなっつ島へ                                  | 坂田おさむ、神崎ゆう子、馮智英、天野勝弘 みど、ふぁど、れっしー、空男 じゃじゃまる、ぴっころ、ぽろり |

ファミリーコンサート
| 公演   | タイトル                                     | 出演者（一部を除く） |
| ------ | -------------------------------------------- | --- |
| 1993年 | おかあさんといっしょ '93ファミリーコンサート | 坂田おさむ、神崎ゆう子 速水けんたろう、茂森あゆみ、佐藤弘道、馮智英 みど、ふぁど、れっしー、空男 じゃじゃまる、ぴっころ、ぽろり                                         |
| 1993年 | あつまれ うた!うた!うた!                     | 速水けんたろう、茂森あゆみ、佐藤弘道 みど、ふぁど、れっしー、空男 坂田おさむ、神崎ゆう子、じゃじゃまる、ぴっころ、ぽろり                                                |
| 1994年 | すてきなうた だいすき!                       | 速水けんたろう、茂森あゆみ、佐藤弘道、松野ちか みど、ふぁど、れっしー、空男 坂田おさむ、美咲あゆむ、飯田ミカ、小嶋信之、山岸隆弘 じゃじゃまる、ぴっころ、ぽろり         |
| 1994年 | 世界のうた こんにちは                        | 速水けんたろう、茂森あゆみ、佐藤弘道、松野ちか みど、ふぁど、れっしー、空男 小嶋信之、山岸隆弘、クロイ・マリー・マクナマラ、ジョンジョン じゃじゃまる、ぴっころ、ぽろり |
| 1995年 | 野原がぼくらの遊園地                         | 速水けんたろう、茂森あゆみ、佐藤弘道、松野ちか みど、ふぁど、れっしー、空男 かもめの郵便屋さん、カメダス、あひるファミリー                                              |
| 1995年 | おはなし列車で行こう                         | 速水けんたろう、茂森あゆみ、佐藤弘道、松野ちか みど、ふぁど、れっしー、空男 小嶋信之、山岸隆弘、じゃじゃまる、ぴっころ、ぽろり                                          |
| 1996年 | 音楽博士の楽しいコンサート                   | 古今亭志ん輔、速水けんたろう、茂森あゆみ、佐藤弘道、松野ちか みど、ふぁど、れっしー、空男                                                                               |
| 1996年 | はるなつあきふゆミュージカル                 | 古今亭志ん輔、速水けんたろう、茂森あゆみ、佐藤弘道、松野ちか みど、ふぁど、れっしー、空男                                                                               |
| 1997年 | お〜い! 〜音楽博士の楽しいコンサート2〜      | 古今亭志ん輔、速水けんたろう、茂森あゆみ、佐藤弘道、松野ちか みど、ふぁど、れっしー、空男                                                                               |
| 1997年 | あ・い・うーをさがせ!                        | 古今亭志ん輔、速水けんたろう、茂森あゆみ、佐藤弘道、松野ちか みど、ふぁど、れっしー、空男 じゃじゃまる、ぴっころ、ぽろり                                                |
| 1998年 | 歌だ!ダンスだ!おまつりだ!                    | 速水けんたろう、茂森あゆみ、佐藤弘道、松野ちか みど、ふぁど、れっしー、空男 じゃじゃまる、ぴっころ、ぽろり                                                              |
| 1998年 | 〜夢のなか〜                                 | 古今亭志ん輔、速水けんたろう、茂森あゆみ、佐藤弘道、松野ちか みど、ふぁど、れっしー、空男                                                                               |

スペシャルコンサート
| 公演   | タイトル                                                | 出演者（一部を除く） |
| ------ | ------------------------------------------------------- | --- |
| 1999年 | おかあさんといっしょとゆかいななかま 〜わくわく大行進〜 | 古今亭志ん輔、速水けんたろう、茂森あゆみ、佐藤弘道、松野ちか みど、ふぁど、れっしー、空男 じゃじゃまる、ぴっころ、ぽろり ワンワン、かなちゃん、 クリス、メイ・パイカ、ペッパー・タイガー、エディ・エックス タップ、クラップ |

| 公演   | タイトル                                 | 出演者（一部を除く） |
| ------ | ---------------------------------------- | --- |
| 1999年 | いつまでもともだち                       | 杉田あきひろ、つのだりょうこ、佐藤弘道、タリキヨコ スプー、みど、ふぁど、れっしー、空男 速水けんたろう、茂森あゆみ、松野ちか                                                  |
| 1999年 | 40周年 うたのパーティ                    | 杉田あきひろ、つのだりょうこ、佐藤弘道、タリキヨコ スプー、みど、ふぁど、れっしー、空男 眞理ヨシコ、しゅうさえこ、森みゆき 坂田おさむ、神崎ゆう子、速水けんたろう、茂森あゆみ |
| 2000年 | はじめまして!ぐ〜チョコランタン          | 杉田あきひろ、つのだりょうこ、佐藤弘道、タリキヨコ スプー、アネム、ズズ、ジャコビ、ガタラット                                                                                 |
| 2000年 | 歌のファンタジーランド〜ようこそ21世紀〜 | 杉田あきひろ、つのだりょうこ、佐藤弘道、タリキヨコ スプー、アネム、ズズ、ジャコビ                                                                                             |
| 2001年 | やぁ!やぁ!やぁ!森のカーニバル            | 杉田あきひろ、つのだりょうこ、佐藤弘道、タリキヨコ スプー、アネム、ズズ、ジャコビ、ガタラット                                                                                 |
| 2001年 | しんごう・なにいろコンサート             | 杉田あきひろ、つのだりょうこ、佐藤弘道、タリキヨコ スプー、アネム、ズズ、ジャコビ                                                                                             |
| 2002年 | 元気いっぱい!たまたまご                  | 杉田あきひろ、つのだりょうこ、佐藤弘道、タリキヨコ スプー、アネム、ズズ、ジャコビ ひなたおさむ、かまだみき、恵畑ゆう 小林よしひさ（大学時代、エキストラ出演）                 |
| 2002年 | バナナン島の大ぼうけん!                  | 杉田あきひろ、つのだりょうこ、佐藤弘道、タリキヨコ スプー、アネム、ズズ、ジャコビ ひなたおさむ、かまだみき、恵畑ゆう                                                          |

ファミリーコンサート
| 公演   | タイトル                         | 出演者（一部を除く） |
| ------ | -------------------------------- | --- |
| 2003年 | ゆうきいっぱい!ともだちパワー    | 今井ゆうぞう、はいだしょうこ、佐藤弘道、タリキヨコ スプー、アネム、ズズ、ジャコビ 杉田あきひろ、つのだりょうこ                       |
| 2003年 | ノリノリワクワクウキウキバンバン | 今井ゆうぞう、はいだしょうこ、佐藤弘道、タリキヨコ スプー、アネム、ズズ、ジャコビ                                                    |
| 2004年 | おとぎの国のアドベンチャー       | 今井ゆうぞう、はいだしょうこ、佐藤弘道、タリキヨコ スプー、アネム、ズズ、ジャコビ                                                    |
| 2004年 | ようこそ♪歌う森のパーティーへ    | 今井ゆうぞう、はいだしょうこ、佐藤弘道、タリキヨコ スプー、アネム、ズズ、ジャコビ                                                    |
| 2005年 | マジカルトンネルツアー           | 今井ゆうぞう、はいだしょうこ、小林よしひさ、いとうまゆ スプー、アネム、ズズ、ジャコビ                                                |
| 2005年 | ドキドキ!みんなの宇宙旅行        | 今井ゆうぞう、はいだしょうこ、小林よしひさ、いとうまゆ スプー、アネム、ズズ、ジャコビ、ガタラット 佐藤弘道、きよこ                   |
| 2006年 | ぼよよ〜んととびだせ! コンサート | 今井ゆうぞう、はいだしょうこ、小林よしひさ、いとうまゆ スプー、アネム、ズズ、ジャコビ、ガタラット ひなたおさむ、かまだみき、恵畑ゆう |
| 2006年 | おいでよ! びっくりパーティーへ   | 今井ゆうぞう、はいだしょうこ、小林よしひさ、いとうまゆ スプー、アネム、ズズ、ジャコビ ひなたおさむ、かまだみき、恵畑ゆう             |
| 2007年 | マチガイがいっぱい!?             | 今井ゆうぞう、はいだしょうこ、小林よしひさ、いとうまゆ スプー、アネム、ズズ、ジャコビ                                                |
| 2007年 | さがそう!3つのプレゼント         | 今井ゆうぞう、はいだしょうこ、小林よしひさ、いとうまゆ スプー、アネム、ズズ、ジャコビ                                                |

スペシャルコンサート
| 公演   | タイトル                                                         | 出演者（一部を除く） |
| ------ | ---------------------------------------------------------------- | --- |
| 2003年 | テレビまつりだ! ぐ〜チョコランタンとともだちいっぱいオンステージ | 今井ゆうぞう、はいだしょうこ、佐藤弘道、タリキヨコ、 スプー、アネム、ズズ、ジャコビ、 ワンワン、ふうか、りなちゃん、エリック、マヤ、JB、 ワクワクさん、ゴロリ、神田山陽、ストレッチマン、 どーもくん、ドン・ガバチョ |

スペシャルステージ
| 公演   | タイトル                                                                            | 出演者（一部を除く） |
| ------ | ----------------------------------------------------------------------------------- | --- |
| 2005年 | 弘道おにいさんとあそぼ! 夢のビッグパレード ぐ〜チョコランタンとゆかいな仲間たち     | 佐藤弘道、今井ゆうぞう、はいだしょうこ、タリキヨコ スプー、アネム、ズズ、ジャコビ ひなたおさむ、かまだみき、恵畑ゆう 坂田おさむ、つのだりょうこ モリゾー、キッコロ |
| 2006年 | ぐ〜チョコランタンとゆかいな仲間たち みんなであそぼ! 不思議な不思議なワンダーランド | 佐藤弘道、きよこ 今井ゆうぞう、はいだしょうこ、小林よしひさ、いとうまゆ スプー、アネム、ズズ、ジャコビ                                                             |
| 2007年 | ぐ〜チョコランタンとゆかいな仲間たち ふしぎな森へようこそ!                          | 今井ゆうぞう、はいだしょうこ、小林よしひさ、いとうまゆ スプー、アネム、ズズ、ジャコビ ひなたおさむ、かまだみき、恵畑ゆう                                           |
| 2008年 | ぐ〜チョコランタンとゆかいな仲間たち みんなおいでよ!うたのパレード                  | 今井ゆうぞう、はいだしょうこ、小林よしひさ、いとうまゆ スプー、アネム、ズズ、ジャコビ ひなたおさむ、かまだみき、恵畑ゆう                                           |

ファミリーコンサート
| 公演   | タイトル                                          | 出演者（一部を除く） |
| ------ | ------------------------------------------------- | --- |
| 2008年 | ともだち はじめて はじめまして!                   | 横山だいすけ、三谷たくみ、小林よしひさ、いとうまゆ スプー、アネム、ズズ、ジャコビ、ガタラット 今井ゆうぞう、はいだしょうこ |
| 2008年 | おまつりコンサートをすりかえろ!                   | 横山だいすけ、三谷たくみ、小林よしひさ、いとうまゆ スプー、アネム、ズズ、ジャコビ、ガタラット ひなたおさむ、かまだみき、恵畑ゆう |
| 2009年 | モノランモノランこんにちは!                       | 横山だいすけ、三谷たくみ、小林よしひさ、いとうまゆ ライゴー、スイリン、プゥート |
| 2009年 | 星空のメリーゴーラウンド 〜50周年記念コンサート〜 | 横山だいすけ、三谷たくみ、小林よしひさ、いとうまゆ ライゴー、スイリン、プゥート ひなたおさむ、かまだみき、恵畑ゆう スプー、アネム、ズズ、ジャコビ 眞理ヨシコ、田中星児 坂田おさむ、神崎ゆう子、速水けんたろう、茂森あゆみ 杉田あきひろ、つのだりょうこ(初日公演のみ) 今井ゆうぞう、はいだしょうこ 天野勝弘、佐藤弘道 じゃじゃまる、ぴっころ、ぽろり |
| 2010年 | モノランモノランとくもの木                        | 横山だいすけ、三谷たくみ、小林よしひさ、いとうまゆ ライゴー、スイリン、プゥート |
| 2010年 | 森の音楽レストラン                                | 横山だいすけ、三谷たくみ、小林よしひさ、いとうまゆ ライゴー、スイリン、プゥート 速水けんたろう、かまだみき |
| 2011年 | ぽていじまへようこそ!                             | 横山だいすけ、三谷たくみ、小林よしひさ、いとうまゆ ムテ吉、ミーニャ、メーコブ ララパ、ゾウガメのちょうろうさま アオアシカツオドリのゆうびんやさん |
| 2011年 | どうする!どうなる?ごちそうまつり                  | 横山だいすけ、三谷たくみ、小林よしひさ、いとうまゆ ムテ吉、ミーニャ、メーコブ |
| 2012年 | ぽていじま・わくわくマラソン!                     | 横山だいすけ、三谷たくみ、小林よしひさ、上原りさ ムテ吉、ミーニャ、メーコブ ララパ、ゾウガメのちょうろうさま アオアシカツオドリのゆうびんやさん マーモット3きょうだい |
| 2012年 | うたとダンスのくるくるしょうてんがい              | 横山だいすけ、三谷たくみ、小林よしひさ、上原りさ ムテ吉、ミーニャ、メーコブ |
| 2013年 | ふしぎ!ふしぎ!おもちゃのおいしゃさん              | 横山だいすけ、三谷たくみ、小林よしひさ、上原りさ ムテ吉、ミーニャ、メーコブ たいらいさお |
| 2013年 | いたずらたまごの大冒険!                           | 横山だいすけ、三谷たくみ、小林よしひさ、上原りさ ムテ吉、ミーニャ、メーコブ |
| 2014年 | もじもじやしきからの挑戦状                        | 横山だいすけ、三谷たくみ、小林よしひさ、上原りさ ムテ吉、ミーニャ、メーコブ |
| 2014年 | しゃぼんだまじょとないないランド                  | 横山だいすけ、三谷たくみ、小林よしひさ、上原りさ ムテ吉、ミーニャ、メーコブ |
| 2015年 | じゃがいも星人にあいたいな                        | 横山だいすけ、三谷たくみ、小林よしひさ、上原りさ ムテ吉、ミーニャ、メーコブ |
| 2015年 | わくわく!ゆめのおしごとらんど                     | 横山だいすけ、三谷たくみ、小林よしひさ、上原りさ ムテ吉、ミーニャ、メーコブ |

スペシャルコンサート
| 公演   | タイトル                                                                          | 出演者（一部を除く） |
| ------ | --------------------------------------------------------------------------------- | --- |
| 2009年 | ETV50 キャラクター大集合 とどけ!みんなの元気パワー 〜輝け!こども番組元気だ!大賞〜 | 横山だいすけ、三谷たくみ、小林よしひさ、いとうまゆ ライゴー、スイリン、プゥート ワンワン、ことちゃん、エリック、ジェニー、ケボ、モッチ ワクワクさん、ゴロリ コニちゃん（東京公演のみ）、おおたか静流（大阪公演のみ） ゆい、つばさ、りか、りょうたろう ストレッチマン、あやめちゃん、まいん、どーもくん （VTR出演）こんどん、みのぽー、てれび戦士、ジュモクさん （VTR出演）アキラ、アリア、スコア、フラット、シャープ （VTR出演）おじゃる丸、スイちゃん、コッシー、サボさん |

スペシャルステージ
| 公演   | タイトル                                        | 出演者（一部を除く） |
| ------ | ----------------------------------------------- | --- |
| 2010年 | 青空ワンダーランド                              | 横山だいすけ、三谷たくみ、小林よしひさ、いとうまゆ ライゴー、スイリン、プゥート ひなたおさむ、かまだみき、恵畑ゆう スプー、アネム、ズズ、ジャコビ                                                 |
| 2011年 | おいでよ!夢の遊園地                             | 横山だいすけ、三谷たくみ、小林よしひさ、いとうまゆ ライゴー、スイリン、プゥート ワンワン （VTR出演）ゆうくん ひなたおさむ、かまだみき スプー、アネム、ズズ、ジャコビ                              |
| 2012年 | みんないっしょに!ファン ファン スマイル         | 横山だいすけ、三谷たくみ、小林よしひさ、上原りさ ムテ吉、ミーニャ、メーコブ ワンワン、パックン、リン、コロン 坂田おさむ、いとうまゆ、じゃじゃまる、ぴっころ、ぽろり                               |
| 2013年 | みんないっしょに!空までとどけ!みんなの想い!     | 横山だいすけ、三谷たくみ、小林よしひさ、上原りさ ムテ吉、ミーニャ、メーコブ ワンワン、ことちゃん、ゆうくん、コロ、バウ シュッシュ、ポッポ、なお （VTR出演）ララパ、うーたん、せいや、パンタン駅長 |
| 2014年 | みんないっしょに!げんきいっぱい!ゴー!ゴー!ゴー! | 横山だいすけ、三谷たくみ、小林よしひさ、上原りさ ムテ吉、ミーニャ、メーコブ ワンワン、シュッシュ、ポッポ、なお、せいや （VTR出演）パンタン駅長                                                    |
| 2015年 | みんないっしょに!歌って遊んで 夢の大ぼうけん!   | 横山だいすけ、三谷たくみ、小林よしひさ、上原りさ ムテ吉、ミーニャ、メーコブ ワンワン、シュッシュ、ポッポ、なお、せいや                                                                            |

ファミリーコンサート
| 公演   | タイトル                          | 出演者（一部を除く）                                                                       |
| ------ | --------------------------------- | ------------------------------------------------------------------------------------------ |
| 2016年 | しりとりじまでだいぼうけん        | 横山だいすけ、小野あつこ、小林よしひさ、上原りさ チョロミー、ムームー、ガラピコ 三谷たくみ |
| 2016年 | みんなでおどろう♪お城のパーティー | 横山だいすけ、小野あつこ、小林よしひさ、上原りさ チョロミー、ムームー、ガラピコ            |

スペシャルステージ
| 公演   | タイトル                                       | 出演者（一部を除く） |
| ------ | ---------------------------------------------- | --- |
| 2016年 | 星で会いましょう! 〜出会えばみんなおともだち〜 | 横山だいすけ、小野あつこ、小林よしひさ、上原りさ チョロミー、ムームー、ガラピコ シュッシュ、ポッポ、なお、せいや ムテ吉、ミーニャ、メーコブ |

ファミリーコンサート
| 公演   | タイトル                                     | 出演者（一部を除く） |
| ------ | -------------------------------------------- | --- |
| 2017年 | 音楽博士のうららかコンサート                 | 花田ゆういちろう、小野あつこ、小林よしひさ、上原りさ チョロミー、ムームー、ガラピコ 横山だいすけ |
| 2017年 | しずく星の大ぼうけん〜ヨックドランをすくえ〜 | 花田ゆういちろう、小野あつこ、小林よしひさ、上原りさ チョロミー、ムームー、ガラピコ、プッチマーゴ、スキッパー |
| 2018年 | シルエットはくぶつかんへようこそ!            | 花田ゆういちろう、小野あつこ、小林よしひさ、上原りさ チョロミー、ムームー、ガラピコ |
| 2018年 | はる なつ あき ふゆ どれがすき               | 花田ゆういちろう、小野あつこ、小林よしひさ、上原りさ チョロミー、ムームー、ガラピコ |
| 2019年 | しあわせのきいろい・・・なんだっけ?!         | 花田ゆういちろう、小野あつこ、福尾誠、秋元杏月 チョロミー、ムームー、ガラピコ ナーニくん 小林よしひさ、上原りさ |
| 2019年 | ふしぎな汽車でいこう〜60周年記念コンサート〜 | 花田ゆういちろう、小野あつこ、福尾誠、秋元杏月 チョロミー、ムームー、ガラピコ 眞理ヨシコ、坂田おさむ、神崎ゆう子、速水けんたろう、茂森あゆみ 横山だいすけ、小林よしひさ、上原りさ じゃじゃまる、ぴっころ、ぽろり、スプー、ムテ吉、ミーニャ、メーコブ |
| 2021年 | まってたんだよキミのこと                     | 花田ゆういちろう、小野あつこ、福尾誠、秋元杏月 チョロミー、ムームー、ガラピコ 林アキラ |

スペシャルステージ
| 公演   | タイトル                        | 出演者（一部を除く） |
| ------ | ------------------------------- | --- |
| 2017年 | ようこそ、真夏のパーティーへ    | 花田ゆういちろう、小野あつこ、小林よしひさ、上原りさ チョロミー、ムームー、ガラピコ シュッシュ、ポッポ、なお （VTR出演）せいや 横山だいすけ |
| 2018年 | みんなでわくわくフェスティバル! | 花田ゆういちろう、小野あつこ、小林よしひさ、上原りさ チョロミー、ムームー、ガラピコ シュッシュ、ポッポ、ゆめ、たいせい 関沢圭司             |
| 2019年 | からだ!うごかせ!元気だボーン!   | 花田ゆういちろう、小野あつこ、福尾誠、秋元杏月 チョロミー、ムームー、ガラピコ シュッシュ、ポッポ、ゆめ、たいせい 小林よしひさ               |

ファミリーコンサート
| 公演   | タイトル                                   | 出演者（一部を除く） |
| ------ | ------------------------------------------ | --- |
| 2022年 | たいせつなもの、なあに?                    | 花田ゆういちろう、ながたまや、福尾誠、秋元杏月 小野あつこ みもも、やころ、ルチータ、あーぷん                                                               |
| 2022年 | ようこそ、ファンターネ島へ!                | 花田ゆういちろう、ながたまや、福尾誠、秋元杏月 みもも、やころ、ルチータ、あーぷん、アンモ・チョコモ、マーキー、ビヨヨン3兄弟 ファンターネ島ダンサーズ      |
| 2023年 | しれば・・・トモダチ?ぴょんぴょんびょ〜ん! | 花田ゆういちろう、ながたまや、佐久本和夢、秋元杏月 みもも、やころ、ルチータ、けけちゃま、いわのすけ 福尾誠                                                 |
| 2023年 | 星空コンサートであいましょう               | 花田ゆういちろう、ながたまや、佐久本和夢、秋元杏月 みもも、やころ、ルチータ、あーぷん、ミミコ姉さん、ララ 杉田あきひろ（声のみ）、つのだりょうこ（声のみ） |
| 2024年 | お弁当ラプソディー                         | 花田ゆういちろう、ながたまや、佐久本和夢、秋元杏月 みもも、やころ、ルチータ                                                                                |
| 2024年 | うたの図書館                               | 花田ゆういちろう、ながたまや、佐久本和夢、秋元杏月 みもも、やころ、ルチータ 林アキラ 歴代出演者のみなさん（映像出演）                                      |
| 2025年 | みちのみち                                 | 花田ゆういちろう、ながたまや、佐久本和夢、秋元杏月 みもも、やころ、ルチータ                                                                                |
| 2025年 | タイトル未定                               | 花田ゆういちろう、ながたまや、佐久本和夢、秋元杏月 みもも、やころ、ルチータ                                                                                |

スペシャルステージ
| 公演   | タイトル                         | 出演者（一部を除く） |
| ------ | -------------------------------- | --- |
| 2022年 | やっとあえたね!さあ、でかけよう! | 花田ゆういちろう、ながたまや、福尾誠、秋元杏月 みもも、やころ、ルチータ シュッシュ、ポッポ、ゆめ、まさとも チョロミー、ムームー、ガラピコ              |
| 2023年 | みんなで☆キラキラ!               | 花田ゆういちろう、ながたまや、佐久本和夢、秋元杏月 みもも、やころ、ルチータ シュッシュ、ポッポ、ゆめ、まさとも オフロスキー                            |
| 2024年 | み〜んなカラフル                 | 花田ゆういちろう、ながたまや、佐久本和夢、秋元杏月 みもも、やころ、ルチータ、あーぷん、やころきょうだい、けけちゃま シュッシュ、ポッポ、ゆめ、まさとも |
| 2025年 | なないろのはね                   | 花田ゆういちろう、ながたまや、佐久本和夢、秋元杏月 みもも、やころ、ルチータ シュッシュ、ポッポ、ゆめ、まさとも スプー、アネム、ズズ、ジャコビ          |

| 公演   | タイトル                                                                         | 出演者（一部を除く） |
| ------ | -------------------------------------------------------------------------------- | --- |
| 2002年 | ぐ〜チョコランタンとゆかいな仲間の大行進 〜ドーム・夢のわんパーク広場〜          | 坂田おさむ、瀧本瞳、松野ちか、輪島直幸 ミーオ、ダリオ、ひなたおさむ、かまだみき、恵畑ゆう スプー、アネム、ズズ、ジャコビ、どーもくん |
| 2003年 | BSおかあさんといっしょ ファミリーコンサート うたってあそぼう!イェーイェーイェー! | ひなたおさむ、かまだみき、恵畑ゆう スプー、アネム、ズズ、ジャコビ                                                                    |
| 2007年 | おかあさんといっしょ あそびだいすき! スペシャルステージ                          | 佐藤弘道、きよこ、スプー |

## 公演リスト
1980年代
- 1985年夏 「みんなあんぜん・たすけあい」
- 1986年夏 「じゃんけん島漂流記」
- 1987年秋 「宇宙人ピポラと四季マシーン」
- 1988年秋 「にこにこぷん・じゃじゃまる印のイベント宅配便」
- 1989年春 「おかあさんといっしょ30年」
- 1989年秋 「キャラクター・オン・ステージ」

1990年代
- 1990年春 「母と子のファミリーコンサート」
- 1990年秋 「げんき♥元気」
- 1991年春 「みどりっていいね」
- 1991年秋 「うたいっぱいコンサート『アイアイ〜モーモーフラダンス』」
- 1992年春 「みんなともだち」
- 1992年秋 「ようこそどーなっつ島へ」
- 1993年春 「おかあさんといっしょ'93ファミリーコンサート」
- 1993年秋 「あつまれ うた!うた!うた!」
- 1994年春 「すてきなうた だいすき!」
- 1994年夏 「アメリカコンサート」
- 1994年秋 「世界のうた こんにちは」
- 1995年春 「野原がぼくらの遊園地」
- 1995年秋 「おはなし列車で行こう」
- 1996年春 「音楽博士の楽しいコンサート」
- 1996年秋 「はるなつあきふゆミュージカル」
- 1997年春 「お〜い! 〜音楽博士の楽しいコンサート2〜」
- 1997年秋 「あ・い・うーをさがせ!」
- 1998年春 「歌だ!ダンスだ!おまつりだ!」
- 1998年秋 「〜夢のなか〜」
- 1999年 「おかあさんといっしょとゆかいななかま〜わくわく大行進〜」
- 1999年春 「いつまでもともだち」
- 1999年秋 「40周年 うたのパーティ」

2000年代
- 2000年春 「はじめまして!ぐ〜チョコランタン」
- 2000年冬 「歌のファンタジーランド〜ようこそ21世紀〜」
- 2001年春 「やぁ!やぁ!やぁ!森のカーニバル」
- 2001年秋 「しんごう・なにいろコンサート」
- 2002年春 「元気いっぱい!たまたまご」
- 2002年夏 「ぐ〜チョコランタンとゆかいな仲間の大行進〜ドーム・夢のわんパーク広場〜」
- 2002年秋 「バナナン島の大ぼうけん!」
- 2003年冬 「うたってあそぼう!イェーイェーイェー!」
- 2003年春 「ゆうきいっぱい!ともだちパワー」
- 2003年夏 「テレビまつりだ! ぐ〜チョコランタンとともだちいっぱいオンステージ」
- 2003年秋 「ノリノリワクワクウキウキバンバン!!」
- 2004年春 「おとぎの国のアドベンチャー」
- 2004年秋 「ようこそ♪歌う森のパーティーへ」
- 2005年冬 「弘道おにいさんとあそぼ!夢のビッグパレード ぐ〜チョコランタンとゆかいな仲間たち」
- 2005年春 「マジカルトンネルツアー」
- 2005年秋 「ドキドキ!!みんなの宇宙旅行」
- 2006年冬 「ぐ〜チョコランタンとゆかいな仲間たち みんなであそぼ! 不思議な不思議なワンダーランド」
- 2006年春 「ぼよよ〜んととびだせ! コンサート」
- 2006年秋 「おいでよ! びっくりパーティーへ」
- 2007年冬 「ぐ〜チョコランタンとゆかいな仲間たち ふしぎな森へようこそ!!」
- 2007年春 「マチガイがいっぱい!?」
- 2007年夏 「あそびだいすき!スペシャルステージ」
- 2007年秋 「さがそう!3つのプレゼント」
- 2008年冬 「みんなおいでよ!うたのパレード」
- 2008年春 「ともだち はじめて はじめまして!」
- 2008年秋 「おまつりコンサートをすりかえろ!」
- 2009年春 「モノランモノランこんにちは!」
- 2009年夏 「キャラクター大集合 とどけ!みんなの元気パワー」
- 2009年秋 「星空のメリーゴーラウンド〜50周年記念コンサート〜」

2010年代
- 2010年冬・夏 「青空ワンダーランド」
- 2010年春 「モノランモノランとくもの木」
- 2010年秋 「森の音楽レストラン」
- 2011年冬・夏 「おいでよ!夢の遊園地」
- 2011年春 「ぽていじまへようこそ!!」
- 2011年秋 「どうする!どうなる?ごちそうまつり」
- 2012年春 「ぽていじま・わくわくマラソン!」
- 2012年夏 「みんないっしょに!ファン ファン スマイル」
- 2012年秋 「うたとダンスのくるくるしょうてんがい」
- 2013年春 「ふしぎ!ふしぎ!おもちゃのおいしゃさん」
- 2013年夏 「みんないっしょに!空までとどけ!みんなの想い!」
- 2013年秋 「いたずらたまごの大冒険!」
- 2014年春 「もじもじやしきからの挑戦状」
- 2014年夏 「みんないっしょに!げんきいっぱい!ゴー!ゴー!ゴー!」
- 2014年秋 「しゃぼんだまじょとないないランド」
- 2015年春 「じゃがいも星人にあいたいな」
- 2015年夏 「みんないっしょに!歌って遊んで 夢の大ぼうけん!」
- 2015年秋 「わくわく!ゆめのおしごとらんど」
- 2016年春 「しりとりじまでだいぼうけん」
- 2016年夏 「星で会いましょう!〜出会えばみんなおともだち〜」
- 2016年秋 「みんなでおどろう♪お城のパーティー」
- 2017年春 「音楽博士のうららかコンサート」
- 2017年夏 「ようこそ、真夏のパーティーへ」
- 2017年秋 「しずく星の大ぼうけん〜ヨックドランをすくえ〜」
- 2018年春 「シルエットはくぶつかんへようこそ!」
- 2018年夏 「みんなでわくわくフェスティバル!!」
- 2018年秋 「はる なつ あき ふゆ どれがすき」
- 2019年春 「しあわせのきいろい・・・なんだっけ?!」
- 2019年夏 「からだ!うごかせ!元気だボーン!」
- 2019年秋 「ふしぎな汽車でいこう〜60周年記念コンサート〜」

2020年代
- 2021年春 「まってたんだよキミのこと」
- 2022年春 「たいせつなもの、なあに?」
- 2022年夏 「やっとあえたね!さあ、でかけよう!!」
- 2022年秋 「ようこそ、ファンターネ島へ!」
- 2023年春 「しれば・・・トモダチ？ぴょんぴょんびょ〜ん!」
- 2023年夏 「みんなで☆キラキラ!」
- 2023年秋 「星空コンサートであいましょう」
- 2024年春 「お弁当ラプソディー」
- 2024年夏 「み〜んなカラフル」
- 2024年秋 「うたの図書館」
- 2025年春 「みちのみち」
- 2025年夏 「なないろのはね」